# Tyler Perry
Tyler Perry (födelsenamn Emmitt Perry, Jr.), född 13 september 1969 i New Orleans, Louisiana, är en amerikansk skådespelare, regissör, manusförfattare och producent. 
Perrys barndom var svår. Han bytte förnamn till Tyler vid 16 års ålder för att inte ha samma namn som sin våldsamme far. Han började skriva som en form av terapi. Runt 1990 flyttade han till Atlanta där hans första pjäs, I Know I've Been Changed, hade premiär 1992. Den var ursprungligen en flopp och Perry hade svåra ekonomiska problem men vid nypremiär 1998 blev den en succé.
Karaktären Madea, en äldre snabbkäftad afroamerikansk kvinna, syntes först i Perrys pjäs I Can Do Bad All by Myself år 2000. Hon var också huvudpersonen i Perrys första film, Diary of a Mad Black Woman (2005), som med en budget på runt $5,5 miljoner blev en stor succé och drog in över $50 miljoner i biljettintäkter i USA. Denna film följdes av Madea's Family Reunion (2006) och karaktären har synts i flera filmer sedan dess. Perry har också skrivit och regisserat filmer som Daddy's Little Girls, Why Did I Get Married?, dess uppföljare Why Did I Get Married Too? samt The Family That Preys och For Colored Girls, den sistnämnda efter en pjäs av Ntozake Shange. Han har också producerat TV-serierna Meet the Browns och House of Payne. 2011 toppade han Forbes lista över de högst betalda personerna i underhållningsbranschen med $130 miljoner i inkomst mellan maj 2010 och maj 2011. Perry äger sin egen filmstudio, Tyler Perry Studios.
Som skådespelare har Perry också, förutom i sina egna filmer, synts i en liten roll i filmen Star Trek (2009) och 2012 spelade han James Pattersons romanfigur Alex Cross (i tidigare filmer spelad av Morgan Freeman) i Alex Cross. 
Trots sin stora popularitet i USA har Perrys filmer fått begränsat genomslag utanför hemlandet. Han har kritiserats av bland andra Spike Lee och Jamilah Lemieux för negativa stereotyper av svarta.
Den amerikanska ekonomitidskriften Forbes rankade Perry till att vara världens 2 282:a rikaste med en förmögenhet på en miljard amerikanska dollar för den 23 november 2020.

## Filmografi i urval
- 2007 – Why Did I Get Married?
- 2009 – Precious (endast som skådespelare)
- 2013 – The Marriage Counselor
- 2014 – Gone Girl (endast som skådespelare)
- 2025 – Straw regi och manus
- 2025 – Madea's Destination Wedding skådespelare, regi och manus